# Fontaine Sebilj
La fontaine Sebilj est située en Bosnie-Herzégovine, sur le territoire de la Ville de Sarajevo. Construite en 1891, elle est inscrite sur la liste provisoire des monuments nationaux de Bosnie-Herzégovine.
La fontaine est située dans le quartier de Baščaršija.

## Architecture

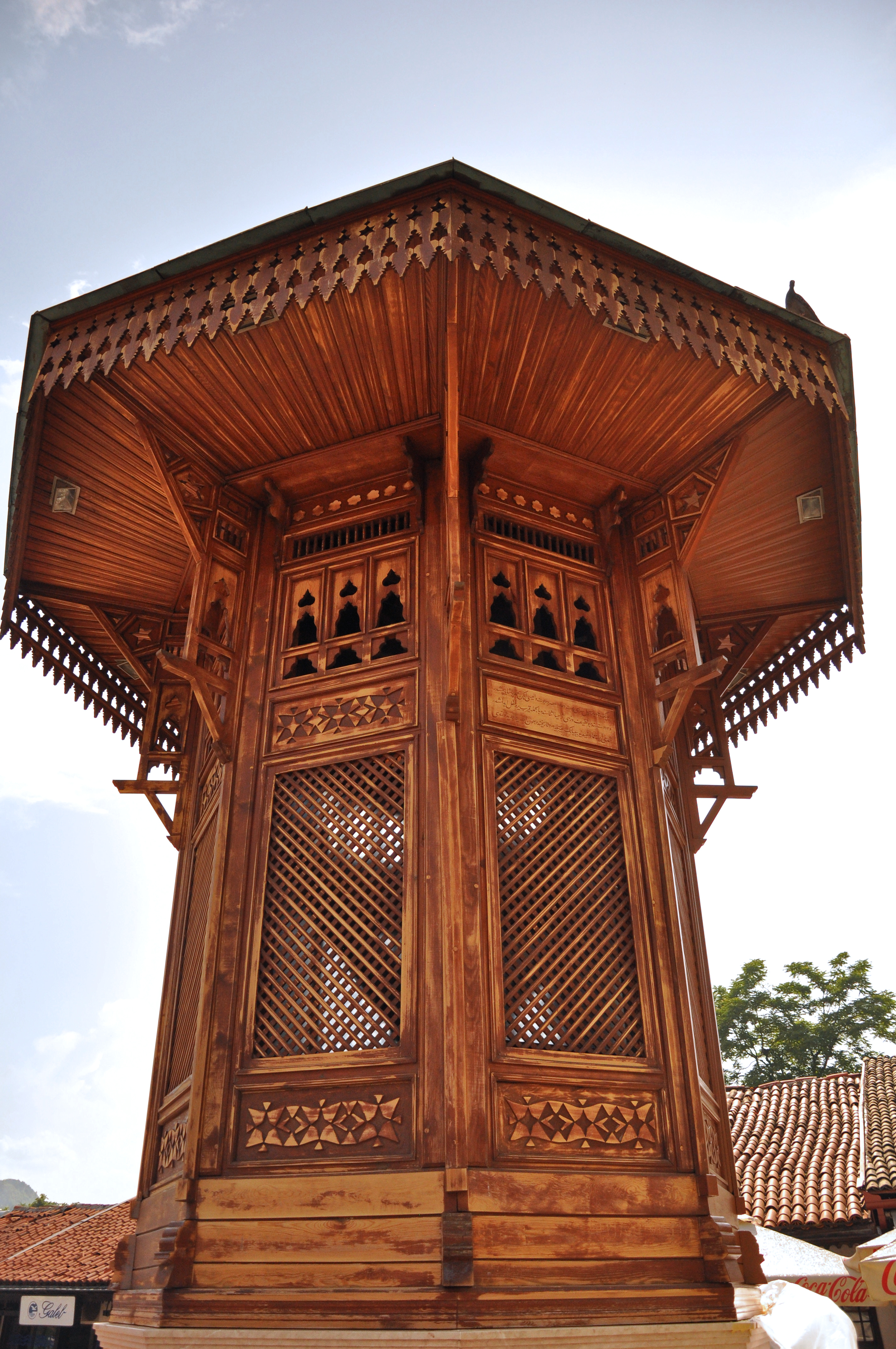
Détail de la fontaine